# Jorge Guagua
Jorge Daniel Guagua Tamayo (* 28. září 1981) je bývalý ekvádorský profesionální fotbalista, který hrál na pozici obránce. V současné době je sportovním ředitelem klubu Club 9 de Octubre.

## Klubová kariéra
Po Mistrovství světa ve fotbale 2006 přestoupil do argentinského Colón de Santa Fe. Po roce stabilních výkonů se vrátil do Ekvádoru, aby hrál za CS Emelec. V prosinci 2007 Guagua souhlasil s přestupem do klubu Barcelona SC, městského rivalu Emelecu. Pro sezónu 2009 se vrátil do týmu, který ho proslavil, El Nacional.
Dne 1. prosince 2011 byl potvrzen jeho přestup do mexického klubu Atlante FC.
V červnu 2019 se Guagua připojil ke klubu Club 9 de Octubre. Po ukončení aktivní hráčské kariéry na konci roku bylo v lednu 2020 potvrzeno, že Guagua bude pokračovat v 9 de Octubre jako nový sportovní ředitel klubu.

## Reprezentační kariéra
Obránce Guagua měl slibný start do mezinárodní kariéry. Jeho rychlost a technické schopnosti znamenaly, že byl zařazen do ekvádorského týmu pro Mistrovství světa ve fotbale do 20 let 2001. Ve stejném roce debutoval v seniorském týmu Ekvádoru a byl jmenován do týmu své země pro Mistrovství světa ve fotbale 2006. Hrál také na Copa América 2007, která se konala ve Venezuele.
Guagua, který v roce 2005 dovedl klub CD El Nacional k ligovému titulu, byl však v tehdejším ekvádorském týmu obvykle využíván jako náhradník za rekordmana Ivána Hurtada. Na kontě má 63 reprezentačních startů a dva góly.

## Úspěchy
El Nacional
- Serie A: Clausura 2005

LDU Quito
- Serie A: 2010
- Recopa Sudamericana: 2010

- Campeonato Ecuatoriano de Fútbol 2014
- Campeonato Ecuatoriano de Fútbol 2015
- Campeonato Ecuatoriano de Fútbol 2017